# Piccadilly Circus
Piccadilly Circus é uma praça de Londres, onde se cruzam as seguintes ruas: Regent Street, Shaftesbury Avenue, Piccadilly (a rua que liga Piccadilly Circus a Hyde Park) e Haymarket. 
Pertence ao borough (as camâras municipais de Londres) de Westminster, e é uma das zonas mais movimentadas da capital britânica. 

## História

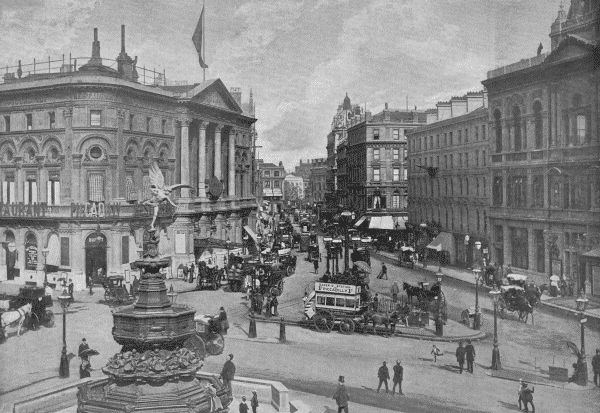
Piccadilly Circus em 1896.

Piccadilly Circus era parte do plano original de John Nash para a Regent Street, mas foi bastante alterado nos últimos anos e hoje está cercado de centros comerciais.
Durante os anos sessenta do século XX era um dos centros da Londres moderna.

## Localização e vista
A melhor maneira de se chegar lá é de metrô, a estação se chama Piccadilly Circus, e pode se chegar lá por meio da Piccadilly Line e Bakerloo Line.

A área é rodeada de várias atrações turísticas, incluindo a estátua de Eros, os bares e teatros do West End londrino, incluindo o "Criterion Theatre" que aí está localizado, Leicester Square (a cinco minutos de distância) e várias lojas.

### Outdoors
São famosos os outdoors localizados em um prédio de esquina de Shaftesbury Avenue, neles, os anúncios da TDK, Sanyo, McDonald's, Coca-Cola, Samsung e (Nescafé, posteriormente), já batem ponto há décadas.

Desde 1908 que as luzes de Piccadilly Circus são uma atracção turística. Os ecrãs publicitários iluminam a praça de dia e de noite. Os ecrãs gigantes de publicidade foram desligados em 16 de Janeiro de 2017, e assim permanecerão até Outubro de 2017, quando serão substituídos por ecrãs digitais curvos. A única vez que estiveram desligados tanto tempo foi na II Guerra Mundial.

## Pontos de interesse

### Fonte Memorial de Shaftesbury, deAlfred Gilbert

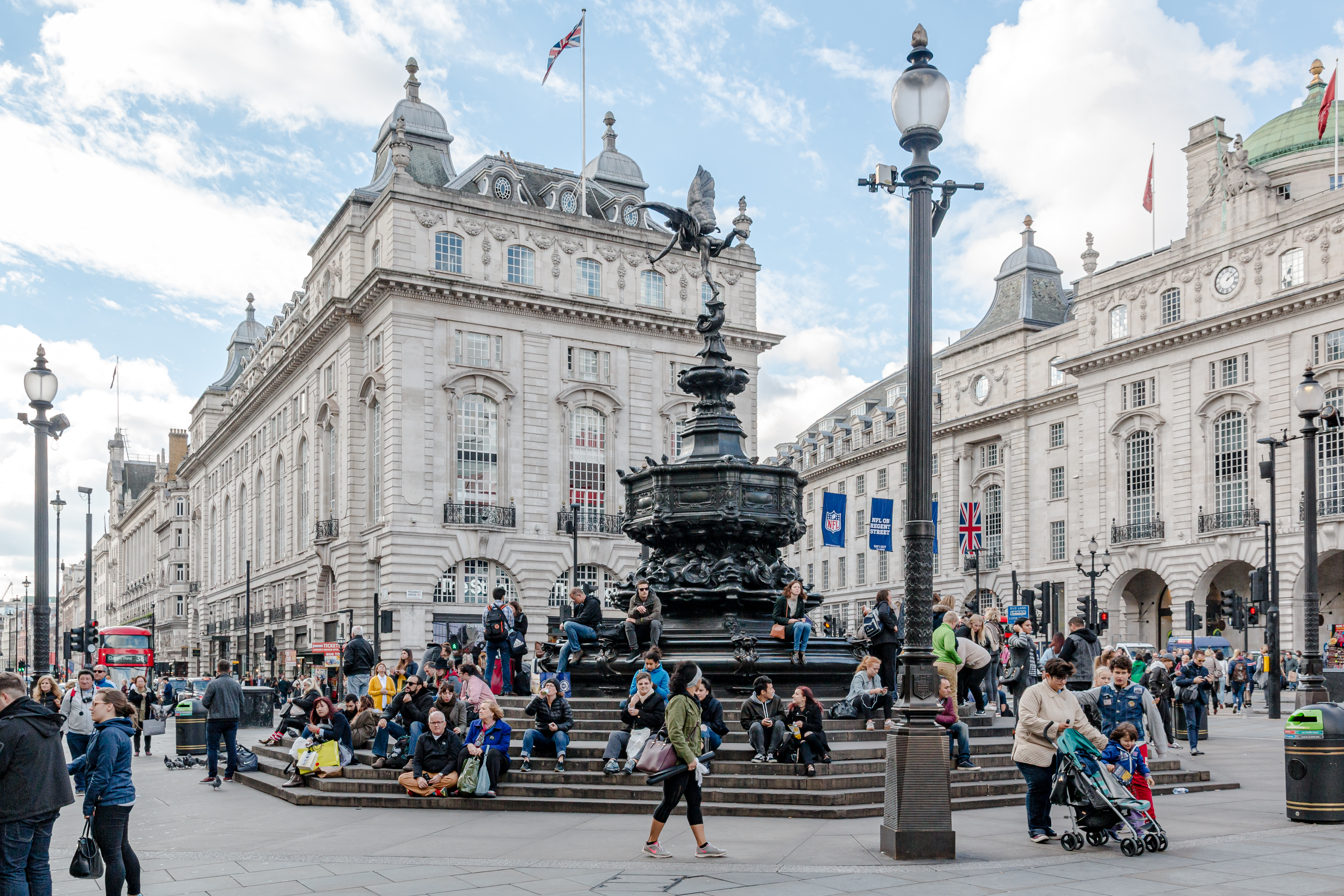
A fonte com a sea estátua.

Há anos as pessoas reúnem-se sob a Fonte Memorial de Shaftesbury (Shaftesbury Memorial Fountain em inglês) superada com a figura simbólica de Anteros, mas chamado Eros, idealizado como um anjo de misericórdia e mais tarde associado ao deus grego do amor. Equilibrado delicadamente com o seu arco, Eros tornou-se a marca registada da capital. A fonte e a estátua, de 1892, são uma homenagem ao conde de Shaftesbury, um filantropo vitoriano.
Também em Piccadilly Circus, se localiza o museu Ripley's Believe It or Not!, que expõe coisas não tão normais.
Serviu de cenário para os filmes Harry Potter and the Deathly Hallows – Part 1 (2010) e An American Werewolf in London (1981).